# Plompong
Plompong is een bestuurslaag in het regentschap Brebes van de provincie Midden-Java, Indonesië. Plompong telt 7132 inwoners (volkstelling 2010).